# 백석역
백석(건강보험일산병원)역(Baekseok(National Health Insurance Service Ilsan Hospital)Station, 白石(健康保險 一山病院)驛)은 경기도 고양시 일산동구 중앙로에 있는 수도권 전철 3호선의 전철역이다. 인근에 국민건강보험 일산병원이 위치한다. 이 역부터 대화역까지 지하 구간이다. 도촌천 하저터널로 대곡역과 연결된다.

## 역사
- 1996년 1월 30일: 영업 개시
- 2014년 12월 27일: 원흥역 개통과 함께 역번이 기존 314에서 313으로 감소됨.

## 역 구조
1면 2선의 섬식 승강장으로 스크린도어가 설치되어 있다. 출구는 8개다.
승강장
| 마두 ↑   |
| 하 상 \| |
| ↓ 대곡   |

| 상행 | ● 수도권 전철 3호선 | 대화 방면                                 |
| 하행 | ● 수도권 전철 3호선 | 지축 · 연신내 · 충무로 · 수서 · 오금 방면 |

## 사진

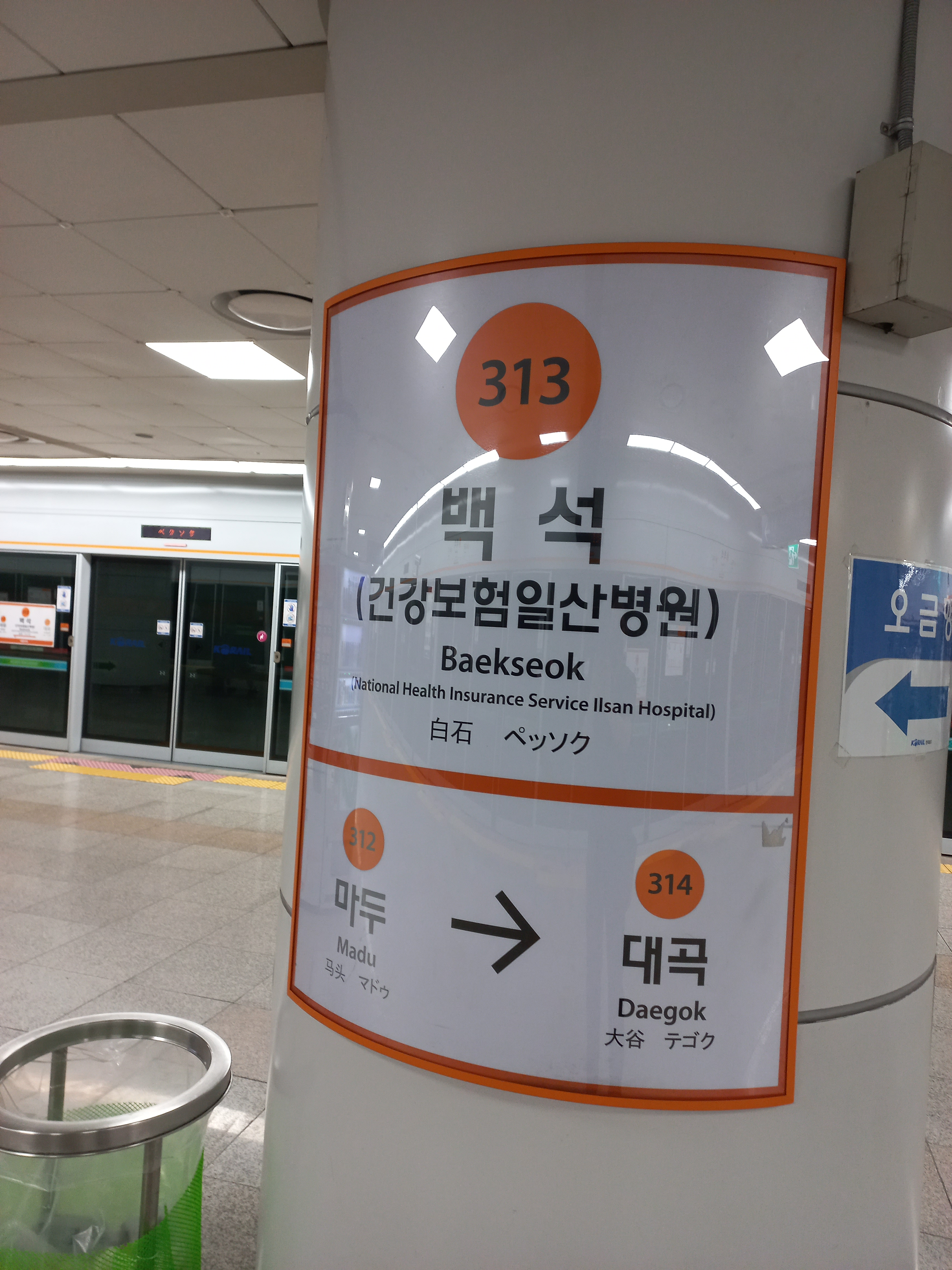
기둥형 역명판
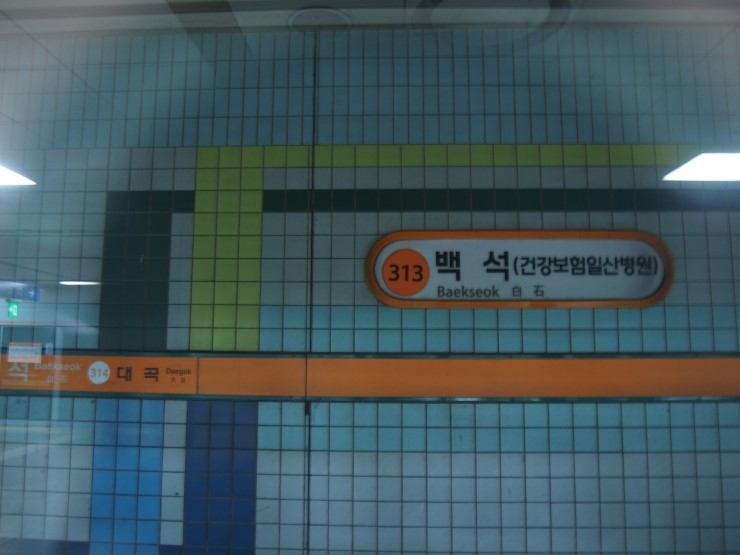
선로 측 역명판
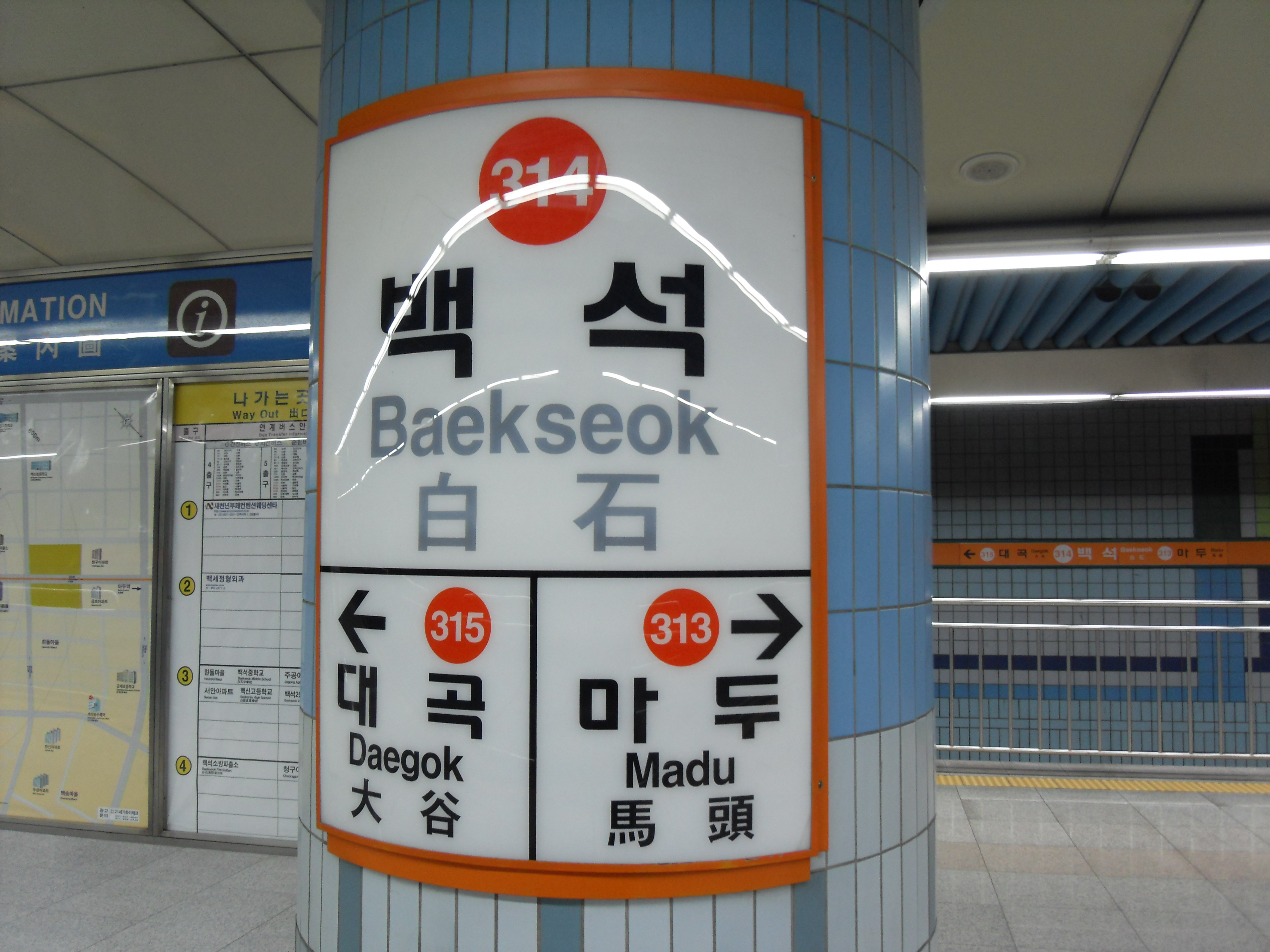
314 백석역 시절 역명판(부역명 전)
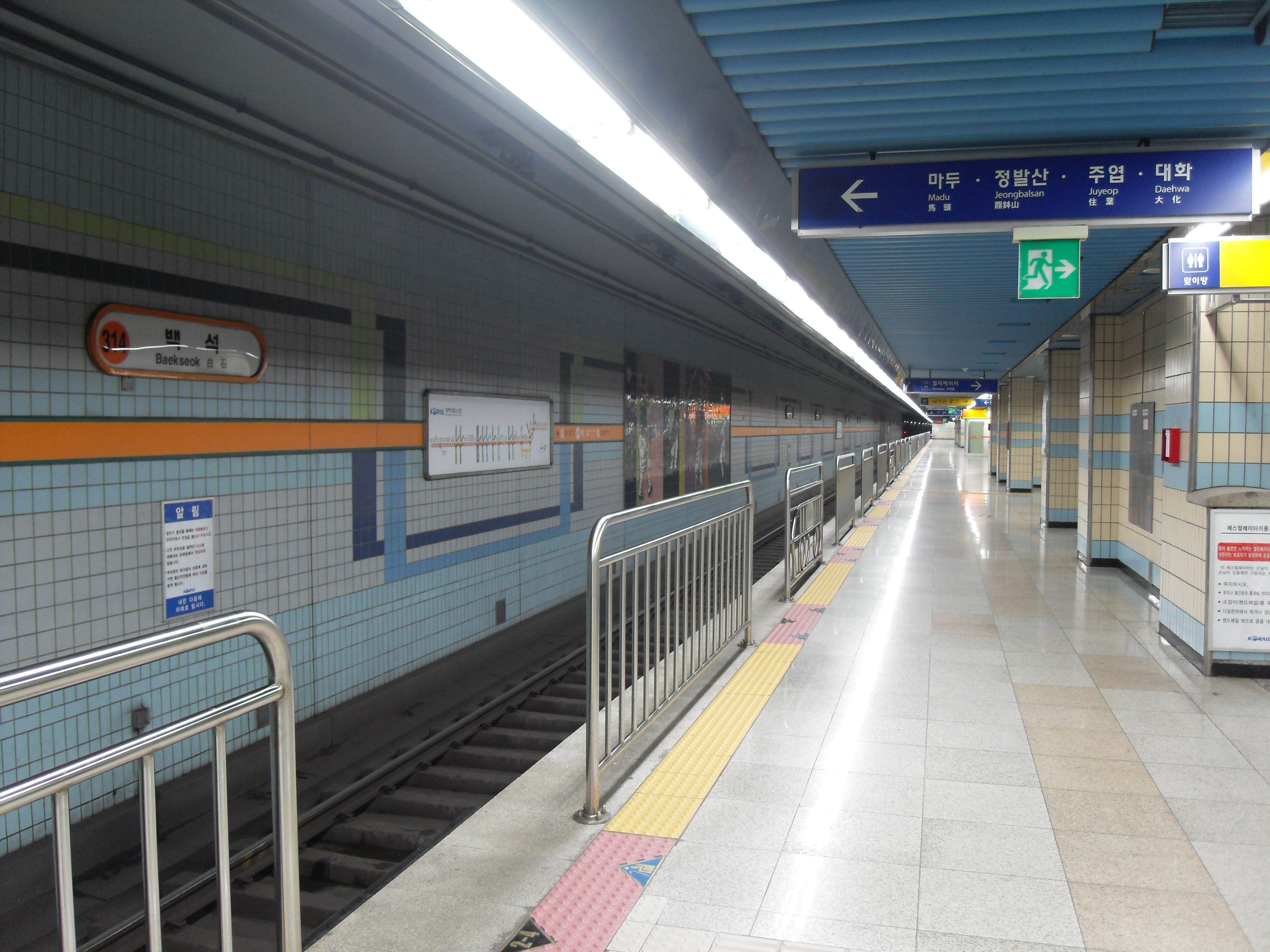
승강장(스크린도어 설치 전)

## 역 주변
출구는 1번부터 8번까지 있으며, 7~8번출구 사이 홈플러스 고양터미널점과 연결되어 있다.

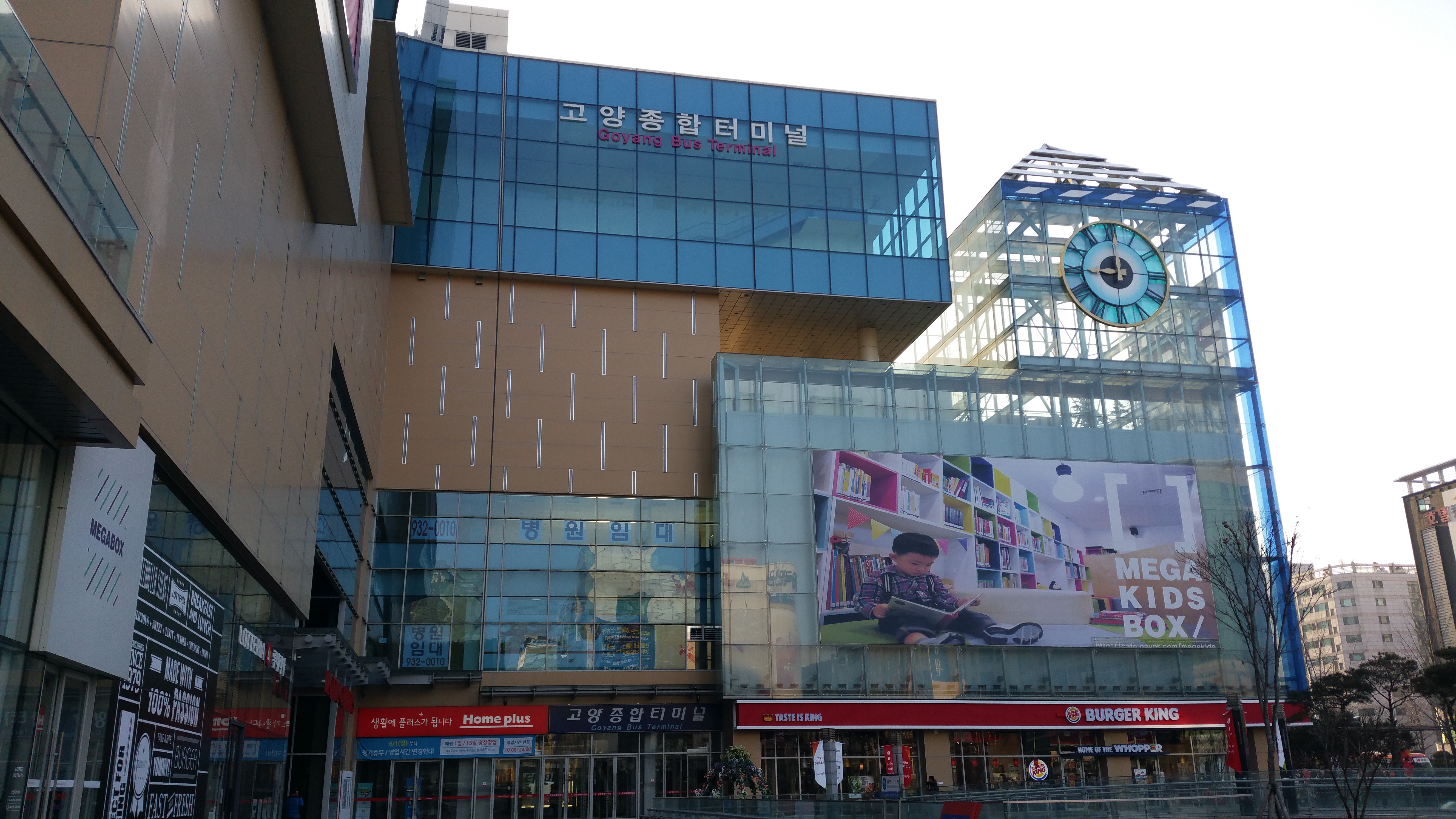
경기도 고양시 일산동구에 있는 고양버스터미널 (바로 위층이다)

| 나가는 곳 | 방면                                                                              |
| --------- | --------------------------------------------------------------------------------- |
| 1         | 중앙로 코스트코 일산점 한전 고양지사 고양시백석1,2공영주차장 COSTCO               |
| 2         | 한전 고양지사 고양우편집중국 증권박물관 고양시 선거관리위원회                     |
| 3         | 백석중학교 백신고등학교 백석2동행정복지센터                                       |
| 4         | YMCA복지관 그레이스병원 백신초등학교 백석119센터 백석치안센터 국민은행 백석역지점 |
| 5         | 이마트일산점 롯데하이마트 백석점 안산공원 금계초등학교                            |
| 6         | 백석1동행정복지센터 국민건강보험 일산병원                                         |
| 7         | 국민건강보험 일산병원 백석도서관 한국지역난방공사 고양지사                        |
| 8         | 고양종합터미널 어린이교통공원 한국지역난방공사 고양지사                           |

## 사건사고
- 2014년 5월 26일, 인근에 있는 고양종합터미널에서 화재 사고가 발생하였다. 이로 인해 백석역에도 연기가 유입되어 만일의 사태를 대비해 한때 무정차 통과하기도 했다.[1]
- 2018년 12월 4일 이 역 근처 도로의 온수배관이 파열되는 사고가 있었다. 이 사고로 인해 섭씨 100도의 뜨거운 물기둥이 치솟아올라 1명이 사망하고 39명이 크고 작은 화상을 입었다.[2]
- 2021년 5월 31일 노후된 소방용 물탱크가 파열되어 대합실은 물론, 승강장까지 물이 새는 사고가 일어나 열차들이 몇시간동안 무정차 통과하였다.

## 이용객 변동
| 노선  | 노선 | 일평균 인원수 (명/일) | 일평균 인원수 (명/일) | 일평균 인원수 (명/일) | 일평균 인원수 (명/일) | 일평균 인원수 (명/일) | 일평균 인원수 (명/일) | 일평균 인원수 (명/일) | 일평균 인원수 (명/일) | 일평균 인원수 (명/일) | 일평균 인원수 (명/일) | 각주                  | 각주                  | 각주  |
| 노선  | 노선 | 2000년                | 2001년                | 2002년                | 2003년                | 2004년                | 2005년                | 2006년                | 2007년                | 2008년                | 2009년                | 각주                  | 각주                  | 각주  |
| ----- | ---- | --------------------- | --------------------- | --------------------- | --------------------- | --------------------- | --------------------- | --------------------- | --------------------- | --------------------- | --------------------- | --------------------- | --------------------- | ----- |
| 3호선 | 승차 | 4,374                 | 6,515                 | 7,466                 | 8,236                 | 7,625                 | 8,079                 | 8,689                 | 8,484                 | 8,759                 | 8,636                 | [ 3 ]                 | [ 3 ]                 | [ 3 ] |
| 3호선 | 하차 | 3,136                 | 10,436                | 5,659                 | 7,017                 | 6,874                 | 7,633                 | 8,194                 | 8,247                 | 8,564                 | 8,326                 | [ 3 ]                 | [ 3 ]                 | [ 3 ] |
| 노선  | 노선 | 일평균 인원수 (명/일) | 일평균 인원수 (명/일) | 일평균 인원수 (명/일) | 일평균 인원수 (명/일) | 일평균 인원수 (명/일) | 일평균 인원수 (명/일) | 일평균 인원수 (명/일) | 일평균 인원수 (명/일) | 일평균 인원수 (명/일) | 일평균 인원수 (명/일) | 일평균 인원수 (명/일) | 일평균 인원수 (명/일) | 각주  |
| 노선  | 노선 | 2010년                | 2011년                | 2012년                | 2013년                | 2014년                | 2015년                | 2016년                | 2017년                | 2018년                | 2019년                | 2020년                | 2021년                | 각주  |
| 3호선 | 승차 | 8,818                 | 8,864                 | 9,574                 | 10,253                | 10,709                | 10,813                | 11,256                | 11,833                | 11,703                | 11,595                | 8,284                 | 8,241                 | [ 3 ] |
| 3호선 | 하차 | 8,356                 | 8,400                 | 9,142                 | 9,792                 | 10,293                | 10,544                | 11,095                | 11,798                | 11,676                | 11,637                | 8,348                 | 8,305                 | [ 3 ] |
| 노선  | 노선 | 일평균 인원수 (명/일) | 일평균 인원수 (명/일) | 일평균 인원수 (명/일) | 일평균 인원수 (명/일) | 일평균 인원수 (명/일) | 일평균 인원수 (명/일) | 일평균 인원수 (명/일) | 일평균 인원수 (명/일) | 일평균 인원수 (명/일) | 일평균 인원수 (명/일) | 각주                  | 각주                  | 각주  |
| 노선  | 노선 | 2022년                | 2023년                | 2024년                | 2025년                | 2026년                | 2027년                | 2028년                | 2029년                | 2030년                | 2031년                | 각주                  | 각주                  | 각주  |
| 3호선 | 승차 | 8,842                 | 9,403                 |                       |                       |                       |                       |                       |                       |                       |                       |                       |                       |       |
| 3호선 | 하차 | 8,856                 | 9,477                 |                       |                       |                       |                       |                       |                       |                       |                       |                       |                       |       |

## 인접한 역
| 일산선             | 일산선              | 일산선             |
| ------------------ | ------------------- | ------------------ |
| 312 마두 대화 방면 | ● 수도권 전철 3호선 | 314 대곡 오금 방면 |

## 같이 보기
- 대화역